# Куяте, Бубакар
Бубака́р «Кики́» Куяте́ (фр. Boubakar "Kiki" Kouyaté; род. 15 апреля 1997, Бамако) — малийский футболист, защитник клуба «Монпелье» и сборной Мали.

## Клубная карьера
Куяте — воспитанник клубов «Медин Бамако». В 2013 году он дебютировал за основной состав. В 2015 году Бубакар перешёл в марокканский «Кавкаб». В 2016 году Бубакар подписал контракт с лиссабонским «Спортингом», но для получения игровой практики выступал за команду дублёров. В матче против «Варзима» он дебютировал за дублирующий состав в Сегунда лиге. В начале 2019 года Куяте перешёл во французский «Труа». 1 февраля в матче против «Меца» он дебютировал в Лиге 2. 10 мая в поединке против «Клермона» Бубакар забил свой первый гол за «Труа». Летом 2020 года Куяте перешёл в «Мец». Сумма трансфера составила 3 млн евро. 26 сентября в матче против «Марселя» он дебютировал в Лиге 1. 21 февраля 2021 года в поединке против «Ниццы» Бубакар забил свой первый гол за «Мец».

## Международная карьера
26 марта 2019 года в товарищеском матче против сборной Сенегала Куяте дебютировал за сборную Мали. В том же году Бубакар принял участие в Кубке Африки в Египте. На турнире он сыграл в матче против сборной Анголы.
В начале 2022 года в Куяте во второй раз принял участие в Кубке Африки в Камеруне. На турнире он сыграл в матчах против Туниса, Гамбии, сборной Мавритании и Экваториальной Гвинеи.